# Sweetheart

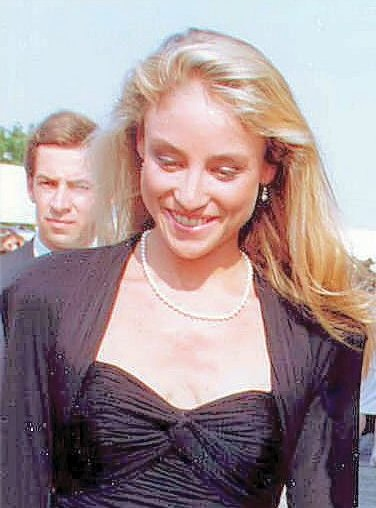
Tracy Pollen med en Sweetheart urringning

Sweetheart, engelska sweetheart neckline "älsklingsringning", hjärtformad ringning på klänningar, rundad eller spetsig, speciellt populär på 1940-talet. Förekom först 1926, retromode på 1980-talet.